# Họ Chuối hoa lan
Họ Chuối hoa lan (danh pháp khoa học: Lowiaceae) là một họ thực vật một lá mầm có hoa, một phần của bộ Gừng (Zingiberales). Họ này chỉ có một chi duy nhất là Orchidantha; các chi trước đây công nhận như Lowia Scort., 1886, Protamomum Ridl., 1893 hiện nay được gộp vào trong chi Orchidantha.

## Lịch sử phân loại
Trong số ra Thứ Bảy ngày 23 tháng 10 năm 1886 tập 26 tạp chí The Gardeners' Chronicle, Nicholas Edward Brown mô tả loài Orchidantha borneensis ở Borneo. Trong số ra muộn hơn 2 ngày tại phần 4 tập 18 tạp chí Nuovo Giornale Botanico Italiano, Benedetto Scortechini mô tả chi Lowia với loài Lowia longiflora ở Kinta (Perak, Malaysia).
Năm 1889, Otto Georg Petersen công nhận 2 chi với 2 loài đề cập trên đây, nhưng cho rằng chúng có lẽ thuộc về Musaceae.
Năm 1891, Henry Nicholas Ridley đề cập tới danh pháp Protamomum. Năm 1892, John Gilbert Baker chỉ ghi nhận Lowia với loài L. longiflora, mặc dù có đề cập tới Orchidantha của Brown. Năm 1893, Ridley đề cập tới danh pháp Lowiaceae khi mô tả chi mới Protamomum với loài P. maxillarioides ở Pulau Tawar (Jerantut, Pahang, Malaysia).
Năm 1924, Ridley chính thức mô tả Lowiaceae với 1 chi (Orchidantha) và 3 loài đã biết khi đó là O. borneensis, O. longiflora và O. maxillarioides.

## Từ nguyên
Tên chi Orchidantha có nghĩa là "hoa lan", do một trong số các cánh hoa trên hoa bị biến đổi thành cánh môi, giống như trong các loại hoa trong họ Lan (Orchidaceae).
Tên chi Lowia là để vinh danh Hugh Low (1824-1905), nhà tự nhiên học người Anh kiêm công sứ thứ 4 tại Perak từ 1877 tới 1889.

## Phân bố
Orchidantha là một chi ít được nghiên cứu, với 32 loài sinh trưởng tại khu vực sinh thái Indomalaya, bao gồm Đông Dương, miền nam Trung Quốc và Borneo.
Một loài, Orchidantha inouei ở Borneo, còn có mùi giả như mùi phân thối nhằm hấp dẫn một loài bọ hung nhỏ (Onthophagus sp.) để thụ phấn cho nó.

## Phát sinh chủng loài
Cây phát sinh chủng loài dưới đây lấy theo APG III.

|  | Strelitziaceae |
|  |                |
|  | Lowiaceae      |
|  |                |

|  | Cannaceae   |
|  |             |
|  | Marantaceae |
|  |             |

|  | Zingiberaceae |
|  |               |
|  | Costaceae     |
|  |               |

|  | Cannaceae   |
|  |             |
|  | Marantaceae |
|  |             |

|  | Zingiberaceae |
|  |               |
|  | Costaceae     |
|  |               |

|  | Strelitziaceae |
|  |                |
|  | Lowiaceae      |
|  |                |

|  | Cannaceae   |
|  |             |
|  | Marantaceae |
|  |             |

|  | Zingiberaceae |
|  |               |
|  | Costaceae     |
|  |               |

|  | Cannaceae   |
|  |             |
|  | Marantaceae |
|  |             |

|  | Zingiberaceae |
|  |               |
|  | Costaceae     |
|  |               |

## Các loài
Danh sách các loài được công nhận lấy theo Plants of the World Online:
- Orchidantha anthracina H.Ð.Trần, Luu & Škorničk., 2020 - Có ở Việt Nam.
- Orchidantha borneensis N.E.Br., 1886 - Loài điển hình.
- Orchidantha chinensis T.L.Wu, 1964
- Orchidantha crassinervia P.Zou & X.A.Cai, 2019
- Orchidantha fimbriata Holttum, 1970
- Orchidantha foetida Jenjitt. & K.Larsen, 2003
- Orchidantha gigantea Škorničk. & A.Lamb, 2021
- Orchidantha grandiflora Mood & L.B.Pedersen, 2001
- Orchidantha holttumii K.Larsen, 1993
- Orchidantha inouei Nagam. & S.Sakai, 1999
- Orchidantha insularis T.L.Wu,1964
- Orchidantha ismailii Škorničk. & A.Lamb, 2021
- Orchidantha jiewhoei Škorničk. & A.Lamb, 2021
- Orchidantha laotica K.Larsen, 1961
- Orchidantha lengguanii Škorničk., 2014
- Orchidantha longiflora (Scort.) Ridl., 1924
- Orchidantha lutescens Škorničk. & A.Lamb, 2021
- Orchidantha maxillarioides (Ridl.) K.Schum., 1900
- Orchidantha megalantha Škorničk. & A.D.Poulsen, 2017
- Orchidantha micrantha Škorničk. & A.D.Poulsen, 2017
- Orchidantha nilusii Škorničk. & A.Lamb, 2021
- Orchidantha quadricolor L.B.Pedersen & A.Lamb, 2001
- Orchidantha ranchanensis Syauqina & Meekiong, 2016
- Orchidantha sabahensis A.Lamb & L.B.Pedersen, 2001
- Orchidantha sarawakensis Syauqina & Meekiong, 2019
- Orchidantha siamensis K.Larsen, 1961
- Orchidantha stercorea H.Ð.Tran & Škorničk., 2010 - Có ở Việt Nam.
- Orchidantha suratii L.B.Pedersen, J.Linton & A.Lamb, 2001
- Orchidantha ultramafica Škorničk. & A.Lamb, 2021
- Orchidantha vietnamica K.Larsen, 1974 - Có ở Việt Nam.
- Orchidantha virosa Škorničk. & Q.B.Nguyen, 2014 - Có ở Việt Nam.
- Orchidantha yunnanensis P.Zou, C.F.Xiao & Škorničk., 2017